# Stipendio
Lo stipendio è la retribuzione che un lavoratore subordinato riceve in Italia, con un inquadramento di impiegato, quadro o dirigente, comprende la paga base e può includere vari elementi aggiuntivi come scatti di anzianità, indennità, bonus e premi, nonché il Trattamento di Fine Rapporto (TFR).

## Descrizione e caratteristiche
Lo stipendio viene generalmente prestabilito e calcolato, su base mensile e include anche i giorni di riposo, distinguendosi dal salario che è invece determinato in base alle prestazioni di lavoro effettuate (come ore, giorni o unità produttive) con esclusione dei giorni di riposo. La voce del conto economico relativa ai costi del personale è denominata "salari e stipendi".
I vari CCNL, a parte alcuni casi, hanno superato il concetto di salario e lo hanno assorbito nello stipendio.
Sia il salario che lo stipendio lordi sono solo una parte del costo (del lavoro) associato ovvero l'importo totale a carico del datore di lavoro, composto da compenso lordo dell'addetto più altri componenti (imposte, contributi previdenziali e  assicurativi, etc.) pagati dal datore ma che non fanno parte del lordo.

## Componenti dello stipendio
Lo stipendio si compone di diverse voci che insieme determinano la retribuzione complessiva di un lavoratore.
Ecco le principali componenti:
- Paga base: è la retribuzione minima prevista dal contratto collettivo di lavoro.
- Scatti di anzianità: sono intesi gli aumenti periodici legati all'anzianità di servizio.
- Indennità: riguarda i compensi aggiuntivi per condizioni di lavoro particolari (es. lavoro notturno, straordinario).
- Bonus e premi: tutti gli incentivi legati alla performance individuale o aziendale.
- TFR (Trattamento di Fine Rapporto): è invece, una somma accantonata mensilmente e corrisposta al termine del rapporto di lavoro.

## Modalità di calcolo e tassazione
Per calcolare lo stipendio netto mensile, si parte dal lordo e si sottraggono le imposte e le ritenute del datore di lavoro, in qualità di sostituto d'imposta.
Le principali deduzioni includono:
- imposte sul reddito delle persone fisiche (IRPEF);
- contributi previdenziali;
- le addizionali regionali e comunali;
- le detrazioni fiscali per familiari a carico.

Ad esempio, se un lavoratore ha una RAL di 24.000 euro, dovrà sottrarre circa il 9,19% per i contributi INPS e applicare le aliquote IRPEF relative al suo scaglione di reddito. Inoltre, potrebbe beneficiare di detrazioni per il lavoro dipendente e per familiari a carico, che riducono ulteriormente l'imposta netta.
Questo processo consente di determinare l'importo effettivo dello stipendio netto, che è la cifra percepita ogni mese dal lavoratore.

## Confronto tra stipendi netti in Europa

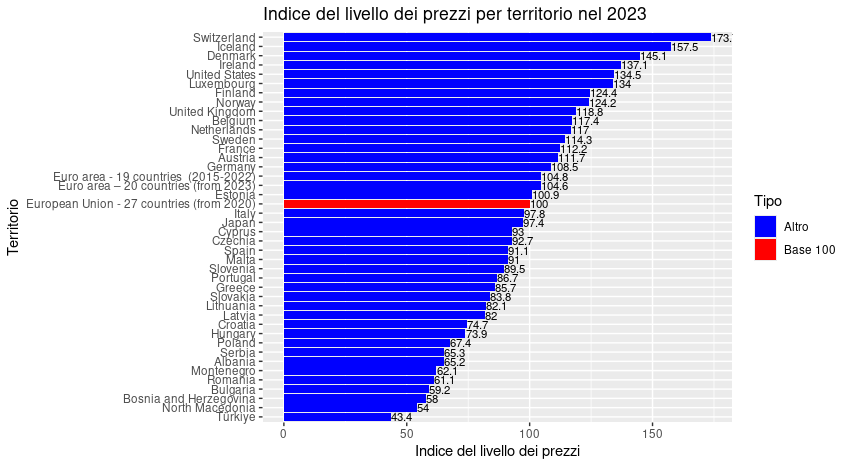
Fonte:[https://ec.europa.eu/eurostat/databrowser/view/tec00120/default/table?lang=en&category=t_prc.t_prc_ppp Eurostat

Il dataset Eurostat sugli stipendi netti annuali in euro e in PPS (Purchasing Power Standard , o Standard di Potere d’Acquisto) offre una panoramica interessante del potere d'acquisto degli stipendi in diversi paesi e regioni europee. Il valore nominale espresso in euro degli stipendi non consente un confronto diretto tra paesi, poiché il costo della vita varia notevolmente. Utilizzando il PPS si può valutare quanto effettivamente renda uno stipendio in termini di beni e servizi, eliminando le distorsioni derivanti dalle diverse strutture dei prezzi e dai tassi di cambio locali. Se due persone guadagnano 2.000€ netti al mese, una in Germania e una in Bulgaria, il costo della vita in Bulgaria è più basso che in Germania. Se il rapporto PPS tra i due paesi fosse di 2:1, lo stipendio del lavoratore bulgaro, in termini di potere d’acquisto, equivarrebbe a 4.000 PPS, mentre quello del lavoratore tedesco rimarrebbe vicino a 2.000 PPS.
L’analisi dei dati evidenzia notevoli differenze tra gli Stati. Mentre in Italia e in Spagna stipendi in Euro e in PPS si equivalgono (circa 24.000€ o PPS) perché il livello dei prezzi è nella media europea come si può vedere dal grafico, in Turchia lo stipendio in euro è di circa 9.000€ ma quello in PPS è circa 32.000 PPS paragonabile a quello degli Stati Uniti (circa 34.000 PPS), perché in Turchia il livello dei prezzi è il 57% al di sotto della media europea.
| Territorio                           | in Euro   | in PPS    | Anno |
| ------------------------------------ | --------- | --------- | ---- |
| Svizzera                             | 85.582,07 | 47.403,33 | 2023 |
| Paesi Bassi                          | 45.249,35 | 38.855,65 | 2023 |
| Norvegia                             | 45.797,85 | 36.287,87 | 2023 |
| Lussemburgo                          | 49.034,61 | 35.797,96 | 2023 |
| Austria                              | 38.457,15 | 35.089,92 | 2023 |
| Germania                             | 38.086,35 | 34.914,06 | 2023 |
| Islanda                              | 53.885,04 | 34.865,67 | 2023 |
| Stati Uniti                          | 47.123,35 | 33.955,62 | 2023 |
| Turchia                              | 8.968,18  | 31.865,54 | 2023 |
| Belgio                               | 35.604,37 | 30.862,10 | 2023 |
| Irlanda                              | 43.151,30 | 30.327,16 | 2023 |
| Svezia                               | 33.926,03 | 29.967,46 | 2023 |
| Area euro – 20 paesi (dal 2023)      | 31.149,82 | 29.056,64 | 2023 |
| Finlandia                            | 36.475,01 | 28.932,81 | 2023 |
| Francia                              | 31.481,01 | 28.481,87 | 2023 |
| Danimarca                            | 41.930,66 | 28.265,99 | 2023 |
| Unione Europea - 27 paesi (dal 2020) | 28.217,34 | 27.530,41 | 2023 |
| Giappone                             | 26.756,18 | 25.817,19 | 2023 |
| Cipro                                | 22.913,46 | 24.903,15 | 2023 |
| Spagna                               | 23.567,74 | 24.474,93 | 2023 |
| Italia                               | 24.206,84 | 24.051,23 | 2023 |
| Polonia                              | 14.425,30 | 23.030,91 | 2023 |
| Malta                                | 20.465,58 | 22.756,47 | 2023 |
| Grecia                               | 17.706,98 | 20.065,68 | 2023 |
| Repubblica Ceca                      | 17.168,06 | 19.909,75 | 2023 |
| Slovenia                             | 17.547,68 | 19.706,13 | 2023 |
| Portogallo                           | 16.943,49 | 19.231,94 | 2023 |
| Romania                              | 11.105,12 | 18.800,17 | 2023 |
| Lituania                             | 14.557,22 | 18.464,28 | 2023 |
| Ungheria                             | 12.455,66 | 17.947,49 | 2023 |
| Estonia                              | 17.523,61 | 17.946,06 | 2023 |
| Croazia                              | 12.330,12 | 16.782,25 | 2023 |
| Bulgaria                             | 9.355,23  | 15.997,34 | 2023 |
| Lettonia                             | 13.521,90 | 15.888,57 | 2023 |
| Slovacchia                           | 12.744,11 | 14.757,85 | 2023 |

## Dati Stipendi in Italia
Gli stipendi in Italia sono generalmente più bassi rispetto alla media europea e dell'OCSE. Nel 2024, lo stipendio medio annuo lordo in Italia è di 41.646 euro, posizionando il paese al ventunesimo posto nell'area OCSE. Non solo, gli stipendi variano notevolmente in base a differenze territoriali, di genere e di età.
In Italia, il divario salariale è evidente tra il nord e il sud, con una differenza media di circa 3.700 euro. Inoltre, la pressione fiscale elevata, pari al 45,9%, riduce significativamente lo stipendio netto percepito dai lavoratori.